# Sebastian Rüter

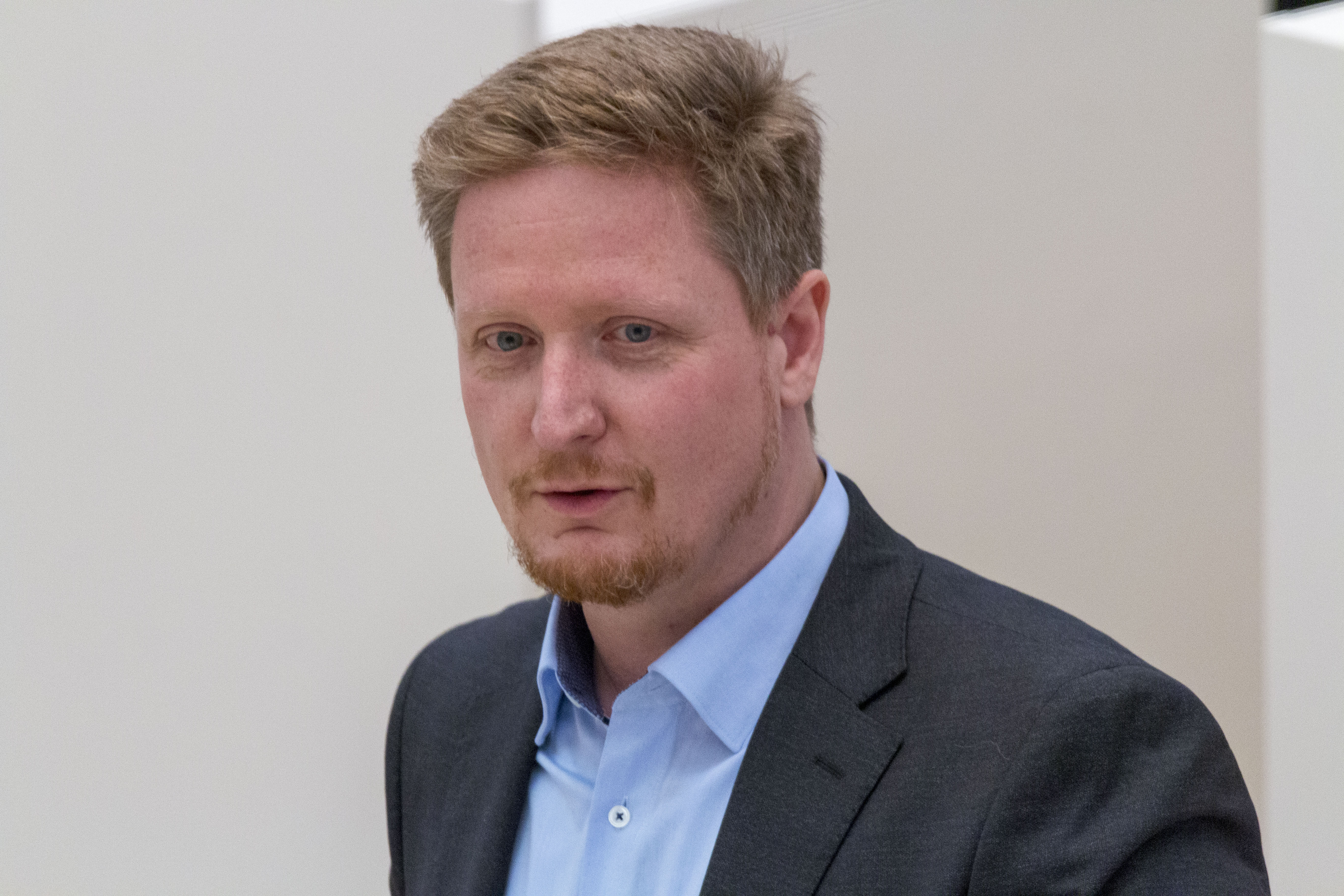
Sebastian Rüter (2020)

Sebastian Rüter (* 3. Juli 1976 in Braunschweig) ist ein deutscher Politiker (SPD). Er ist seit 2019 Abgeordneter im Landtag Brandenburg.

## Leben
Sebastian Rüter beendete den Schulbesuch in Braunschweig mit dem Abitur 1996. Nach dem Zivildienst studierte er von 1997 bis 2008 Verwaltungs- und Politikwissenschaft an der Universität Potsdam mit Abschluss als Diplom-Politikwissenschaftler. 2009 übernahm er eine Tätigkeit als Gewerkschaftssekretär bei der Eisenbahn- und Verkehrsgewerkschaft. 2013 wechselte er zur Deutschen Bahn AG als Leiter der Geschäftsstelle Europäischer Betriebsrat und war dort bis zu seinem Einzug in den Landtag tätig.
Seit März 2017 ist Rüter ehrenamtlicher Vorsitzender der Eisenbahn- und Verkehrsgewerkschaft Brandenburg.

## Politik
Rüter trat 1992 in die SPD ein. Er ist seit 2017 Vorsitzender der SPD Teltow und seit 2018 Vorsitzender der Arbeitsgemeinschaft für Arbeit (AfA) der SPD Brandenburg. Von 2014 bis 2019 war er sachkundiger Einwohner der Stadtverordnetenversammlung Teltow. Seit 2019 ist er Mitglied der Stadtverordnetenversammlung Teltow.
Bei der Landtagswahl in Brandenburg 2019 gewann er das Direktmandat im Landtagswahlkreis Potsdam-Mittelmark IV und zog als Abgeordneter in den brandenburgischen Landtag ein. Bei der Landtagswahl 2024 zog er erneut über das Direktmandat im Wahlkreis Potsdam-Mittelmark IV in den Landtag ein. Dort ist er Mitglied des Ausschusses für Wirtschaft, Arbeit und Energie sowie des Ausschusses für Infrastruktur und Landesplanung.